# Carrascosa de Tajo
Carrascosa de Tajo es una pequeña localidad española integrada como barrio dentro del municipio guadalajareño de Cifuentes, en la comunidad autónoma de Castilla-La Mancha. Está ubicada en la comarca de La Alcarria. 

## Historia
Carrascosa de Tajo fue habitado por celtíberos, romanos (siglos II a. C. al V), visigodos (siglos V a VIII) y musulmanes (siglos VIII al XII). El pueblo actual se fundó en el siglo XII, llamándose Carrascosa de Óvila, ya que en 1216, Alfonso VIII lo donó en señorío a los monjes del cercano Monasterio de Santa María de Óvila. Posteriormente pasó a llamarse Carrascosa del Río y en 1582 Carrascosa de Tajo, que es su nombre actual.
A mediados del siglo XIX, el lugar, por entonces con ayuntamiento propio, contaba con una población censada de 270 habitantes. La localidad aparece descrita en el quinto volumen del Diccionario geográfico-estadístico-histórico de España y sus posesiones de Ultramar de Pascual Madoz de la siguiente manera:

CARRASCOSA DE TAJO: v. con ayunt. en la prov. de Guadalajara (10 leg.), part. jud. de Cifuentes (2), aud. terr: de Madrid (20), c. g. de Casiilla la Nueva, dióc. de Sigüenza (8): sit. á la márg. der. del r. Tajo, en una pequeña colina rodeada de varios cerros, y resguardada del N. por uno que llaman cuesta del Ardal: su clima es templado y las enfermedades mas comunes fiebres gástricas é intermitentes: tiene 75 casas, la de ayunt. en la que está la cácel; un pósito pio con el fondo de 100 fan. de trigo; escuela de instruccion primaria, dirigida por un maestro y sacristán, sin mas emolumentos ni sueldo por el primer cargo, que la retribucion convenida con los padres de los 25 alumnos de ambos sexos que asisten, y una igl. parr. (la Natividad de Ntra. Sra.), servida por un cura de provision real y ordinaria, previo concurso: contiguo á la igl. se encuentra el cementerio, que por su posicion en nada ofende á la salubridad pública, y fuera de la poblacion, junto á las casas, 2 fuentes; la una que solo brota á temporadas, y la otra perenne y de aguas gruesas, de la cual se surte el vecindario para beber y demas usos domésticos, y con el sobrante se riegan unos pequeños huertos, y se provee una balsa que sirve de lavadero. Confina el térm. N. Canredondo; E. Oter; S, Arbeteta y Morillejo, sirviendo de linea divisoria eI Tajo, y O. Sotoca v Huetos: el terreno montuoso y quebrado con algunos valles, es flojo, de poca miga, árido y todo de secano, á escepcion de los indicados huertos: comprende algunos bosques poblados de chaparros, pinos y boj, con buenas yerbas de pastos: pasa á 1/4 de hora de la población el r. Tajo con direccion de E. á O, y sus aguas no se aprovechan mas que para dar impulso á un molino harinero. caminos: los locales, todos de herradura y en mediano estado. correo: se se recibe de la adm. de Cifuentes, por un balijero que llega los martes, jueves y sábados, y sale lunes, miércoles y viernes. prod.: trigo, cebada, avena, vino, miel, aceite, nueces, cerezas y algunas legumbres; cria ganado lanar, cabrio, mular y asnal; abundante caza de perdices y conejos, algunas liebres, venados y corzos, y bastantes lobos y zorras. ind.: la agrícola, el molino harinero de que se ha hecho mérito y un telar de lienzos ordinarios. comercio: esportacion del sobrante de vino y miel, é importacion de los art. de que carecen, de los cuales se surte el vecindario, principalmente en los mercados de la cab. del part. pobl.: 77 vec., 270 alm. cap. prod. 899,340 rs. imp.: 75,000. contr.; 4,737. presupuesto municipal: 1,400 rs.; se cubre con el producto del horno de pan y poya, el de la taberna y reparto vecinal en caso de déficit.
(Madoz, 1846, p. 612)

Fue municipio independiente hasta 1972, cuando pasó a fusionarse con los municipios de Oter, Cifuentes, Gárgoles de Abajo y Huetos.
La población cuenta con numerosas bodegas excavadas en la montaña cuya edad se estima entre doscientos y cuatrocientos años.

## Demografía
| Gráfica de evolución demográfica de Carrascosa de Tajo entre 1842 y 1970 |
| |
| Población de derecho según los censos de población del INE Población de hecho según los censos de población del INEEntre el censo de 1857 y el anterior, crece el término del municipio porque incorpora a Oter Entre el censo de 1930 y el anterior, disminuye el término del municipio porque independiza a Oter Entre el censo de 1981 y el anterior, este municipio desaparece porque se integra en el municipio Cifuentes |